# Liste von Aussichtstürmen in Brandenburg
Die Liste von Aussichtstürmen in Brandenburg enthält Bauwerke, welche über für den Publikumsverkehr zugängliche Aussichtsmöglichkeiten verfügen. Sie umfasst Aussichts-, Fernseh- und Wassertürme, Hochhäuser, Kirchtürme, stationäre Fahrgeschäfte und sonstige Aussichtsplattformen – auch ehemalige Türme (usw.). Die Listen enthalten keine reisenden Panoramafahrgeschäfte.

## Liste
Anmerkung: Die Tabellenspalten sind sortierbar, dazu dienen die Symbole bei den Spaltenüberschriften. In der Ausgangsansicht sind die Türme nach Gesamthöhe (absteigend), bei gleicher Höhe nach Name des Bauwerks (aufsteigend) sortiert.

### Bestehende Bauwerke
| Name des Bauwerks                                | Ort                          | Baujahr  | Ges. höhe (m) | Plattformhöhe (m)                                | Aufzug                                | Bauwerkstyp                                    | Bemerkungen |  |
| ------------------------------------------------ | ---------------------------- | -------- | ------------- | ------------------------------------------------ | ------------------------------------- | ---------------------------------------------- | --- |  |
| Kesselhaus Kraftwerk Schwarze Pumpe              | Schwarze Pumpe               | 1997     | 161           | 161                                              | Grünes Häkchensymbol für ja           | Industriegebäude                               | gegen Anmeldung und bei besonderen Anlässen zugänglich                                                                                              |  |
| Oderturm                                         | Frankfurt (Oder)             | 1991     | 089           | 084                                              | Rotes X oder Kreuzchensymbol für nein | Stahlkonstruktion                              | Bürohochhaus (25. Etagen) mit Café im 24. Stock |  |
| Förderbrücke F60                                 | Lichterfeld-Schacksdorf      | 1991     | 080           | 075                                              | Rotes X oder Kreuzchensymbol für nein | Stahlkonstruktion                              | ehemalige Förderbrücke mit Aussichtsplattform Zu Öffnungszeiten zugänglich                                                                          |  |
| Aussichtsplattform St. Nikolai                   | Potsdam                      | 19. Jh.  | 077           | 042                                              | Rotes X oder Kreuzchensymbol für nein | Kirchturmkuppel                                | seit 2009 mit Aussichtsplattform rings um den Tambour                                                                                               |  |
| Turm der Marienkirche Wittstock                  | Wittstock/Dosse              | 13. Jh.  | 068           |                                                  | Rotes X oder Kreuzchensymbol für nein | Kirchturm                                      | Aussichtsplattform in der unteren Laterne |  |
| Wasserturm Kirchmöser                            | Kirchmöser                   | 1916     | 065           |                                                  | Rotes X oder Kreuzchensymbol für nein | Stahlskelett mit Backsteinverkleidung          | stillgelegter Wasserturm |  |
| Aussichtsturm Teichland                          | Neuendorf                    | 2010     | 057           | 047                                              | Rotes X oder Kreuzchensymbol für nein | Stahlbeton mit PTFE-beschichteter Glasfaser    | Aussichtsturm im Erlebnispark Teichland, auf Halde oberhalb des Kraftwerks Jänschwalde und des künftigen Cottbuser Ostsees, gegen Eintritt begehbar |  |
| Aussichtsturm Wietkiekenberg                     | Ferch                        | 2012     | 055           | 022                                              | Rotes X oder Kreuzchensymbol für nein | Sendeturm (Stahlbeton)                         | Turm auf Anhöhe im Wald über dem Schwielowsee BOS-Richtfunkturm; 2015 Ausbau zum Aussichtsturm mit überdachter Plattform frei zugänglich            |  |
| Kirchturm Oberkirche St. Nikolai                 | Cottbus                      | 15. Jh.  | 055           |                                                  | Rotes X oder Kreuzchensymbol für nein | Kirchturm                                      | |  |
| Rathausturm Wittenberge                          | Wittenberge                  | 1914     | 051           | 037,5                                            | Rotes X oder Kreuzchensymbol für nein | Rathausturm                                    | umlaufende Aussichtsgalerie |  |
| Wasserturm Finow                                 | Finow                        | 1918     | 048,6         | 044                                              | Grünes Häkchensymbol für ja           | Wasserturm (gemauert)                          | mit Ausstellungen im Turm; früher Hindenburgturm genannt                                                                                            |  |
| Bergfried Schloss Wiesenburg                     | Wiesenburg/Mark              | 13. Jh.  | 048           |                                                  | Rotes X oder Kreuzchensymbol für nein | gemauerter Turm                                | umlaufende überdachte Aussichtsgalerie |  |
| Montageeber                                      | Eberswalde                   | 1918     | 048           | 030                                              | Rotes X oder Kreuzchensymbol für nein | Kran                                           | ehemaliger Montagekran, mit Aussichtsplattform versehen, Teil des Familiengartens Eberswalde, im Sommerhalbjahr geöffnet                            |  |
| Flatowturm                                       | Potsdam                      | 1856     | 046           |                                                  | Rotes X oder Kreuzchensymbol für nein | gemauerter Turm                                | Standort im Park Babelsberg umlaufende Aussichtsgalerie                                                                                             |  |
| Aussichtsturm Blumenthal                         | Blumenthal (Heiligengrabe)   | 2004     | 044,65        | 036,4                                            | Rotes X oder Kreuzchensymbol für nein | Holzturm                                       | frei zugänglich |  |
| Luckaitztaler Ziegelturm                         | Weißag                       | 2020     | 043,2         | 038                                              | Rotes X oder Kreuzchensymbol für nein | gemauerter Turm                                | auch Aussichtsturm Calauer Schweiz genannt; Gesamthöhe mit Mast                                                                                     |  |
| Aussichtsturm Götzer Berg                        | Götz                         | 2012     | 042,15        | 027                                              | Rotes X oder Kreuzchensymbol für nein | Stahlkonstruktion                              | frei zugänglich |  |
| Aussichtsturm Baumkronenpfad Beelitz-Heilstätten | Beelitz-Heilstätten          | 2015     | 040,5         | 036 028,8 021,6 014,4 07,2                       | Grünes Häkchensymbol für ja           | Stahlkonstruktion                              | Aufgang zum Baumkronenpfad Beelitz-Heilstätten. Saisonbetrieb, Eintrittsgeld, z. T. behindertengerecht                                              |  |
| Aussichtsturm Rauener Berge                      | Rauen                        | 2011     | 039,7         | 036,6                                            | Rotes X oder Kreuzchensymbol für nein | Stahlkonstruktion                              | Turm auf Anhöhe überdacht |  |
| Festungsturm Peitz                               | Peitz                        | 1560     | 036           | 035                                              | Rotes X oder Kreuzchensymbol für nein | Festungsturm                                   | Der Turm (mit Aussichtsplattform) ist der einzige erhaltene Teil der aus dem 16. Jahrhundert stammenden Festung Peitz                               |  |
| Aussichtsturm Felixsee                           | Bohsdorf                     | 2004     | 036           | 030 07,5 04,5                                    | Rotes X oder Kreuzchensymbol für nein | Holz-/Stahlkonstruktion                        | Turm auf Anhöhe frei zugänglich |  |
| Siegessäule Hakenberg                            | Hakenberg (Fehrbellin)       | 1879     | 036           | 023                                              | Rotes X oder Kreuzchensymbol für nein | gemauertes Denkmal                             | |  |
| Bergfried Burg Ziesar                            | Ziesar                       | 1200     | 035           |                                                  | Rotes X oder Kreuzchensymbol für nein | gemauerter Turm                                | |  |
| Kirchturm St. Marien und St. Nikolai             | Beelitz                      | 1511     | 035           | 030                                              | Rotes X oder Kreuzchensymbol für nein | Mauerwerk, Holzfachwerk                        | tagsüber frei zugänglich |  |
| Aussichtsturm Merzdorf                           | Cottbus-Merzdorf             | 2006     | 034           | 031                                              | Rotes X oder Kreuzchensymbol für nein | Stahlbetonturm                                 | Standort am Cottbuser Ostsee; Turm ist um 5° in Richtung See geneigt                                                                                |  |
| Heidebergturm                                    | Gröden                       | 2009     | 034           | ≈30                                              | Rotes X oder Kreuzchensymbol für nein | Stahlbeton-/Holzbauweise                       | Turm auf Anhöhe in der Nähe des höchsten Punktes Brandenburgs überdacht frei zugänglich                                                             |  |
| Aussichtsturm Hörlitz                            | Hörlitz                      | 2004     | 033,5         | 027                                              | Rotes X oder Kreuzchensymbol für nein | Stahlfachwerkturm                              | überdacht |  |
| Wasserturm Königs Wusterhausen                   | Königs Wusterhausen          | 1912     | 033           |                                                  | Rotes X oder Kreuzchensymbol für nein | gemauerter Turm                                | Turm auf Anhöhe (Funkerberg) nördlich des Stadtkerns                                                                                                |  |
| Friedenswarte                                    | Brandenburg an der Havel     | 1974     | 032,5         | 030 027,5 025 022,5 020 017,5 015 012,5 010 07,5 | Rotes X oder Kreuzchensymbol für nein | Stahlbetonturm                                 | 5 geschlossene und 5 offene Plattformen |  |
| Bismarckturm Rathenow                            | Rathenow                     | 1914     | 032           |                                                  | Rotes X oder Kreuzchensymbol für nein | gemauerter Turm                                | |  |
| Gedenkturm Großbeeren                            | Großbeeren                   | 1913     | 032           |                                                  | Rotes X oder Kreuzchensymbol für nein | gemauerter Turm                                | |  |
| Schanzenturm Papengrund                          | Bad Freienwalde              | 2008     | 032           |                                                  | Rotes X oder Kreuzchensymbol für nein | Betonturm                                      | Turm der K60 Sprungschanze |  |
| Aussichtsturm Südsee                             | Hosena                       | 2001     | 031,5         | 029                                              | Rotes X oder Kreuzchensymbol für nein | Stahlfachwerkturm                              | überdacht; Plattformhöhe über Fundament; Turm ist um 10° geneigt                                                                                    |  |
| Lubwartturm                                      | Bad Liebenwerda              | 13. Jh.  | 031,5         |                                                  | Rotes X oder Kreuzchensymbol für nein | gemauerter Turm                                | 2011 grundlegend saniert |  |
| Spremberger Turm                                 | Cottbus                      | vor 1400 | 031           | 028                                              | Rotes X oder Kreuzchensymbol für nein | gemauerter Turm                                | |  |
| Bergfried Burg Rabenstein                        | Raben                        | 13. Jh.  | 030           |                                                  | Rotes X oder Kreuzchensymbol für nein | gemauerter Turm                                | |  |
| Rostiger Nagel                                   | Kleinkoschen                 | 2008     | 030           |                                                  | Rotes X oder Kreuzchensymbol für nein | Cortenstahl                                    | Turm am Ufer des Sedlitzer Sees Grundfläche eines rechtwinkligen Dreiecks                                                                           |  |
| Aussichtsturm Wehlaberg                          | Groß Wasserburg              | 2003     | 028           | 024 0≈4                                          | Rotes X oder Kreuzchensymbol für nein | Holzturm                                       | überdacht |  |
| Bergfried Burg Eisenhardt                        | Bad Belzig                   | 13. Jh.  | 028           |                                                  | Rotes X oder Kreuzchensymbol für nein | gemauerter Turm                                | |  |
| Bismarckturm Bad Freienwalde                     | Bad Freienwalde              | 1895     | 028           |                                                  | Rotes X oder Kreuzchensymbol für nein | gemauerter Turm                                | |  |
| Bismarckturm Burg                                | Burg (Spreewald)             | 1917     | 028           | 026 021 05                                       | Rotes X oder Kreuzchensymbol für nein | gemauerter Turm                                | |  |
| Wachtelturm                                      | Hennickendorf                | 1940     | 028           |                                                  | Rotes X oder Kreuzchensymbol für nein | gemauerter Turm mit Holzteilen                 | geschlossene Aussichtsplattform |  |
| Aussichtsturm auf dem Galgenberg                 | Bad Freienwalde              | 1879     | 026           |                                                  | Rotes X oder Kreuzchensymbol für nein | gemauerter Turm                                | Kriegerdenkmal; überdacht; auch Rundschauturm genannt                                                                                               |  |
| Historische Mühle von Sanssouci                  | Potsdam                      | 1995     | 025,78        | 010,85                                           | Rotes X oder Kreuzchensymbol für nein | Holzkonstruktion                               | Gesamthöhe bis Dachfirst; umlaufende Aussichtsgalerie                                                                                               |  |
| Aussichtsturm Haidemühl                          | Haidemühl                    | 2006     | 025,5         | 018                                              | Rotes X oder Kreuzchensymbol für nein | Stahlkonstruktion                              | |  |
| Aussichtsturm Buck'sche Schweiz                  | Hohenbocka                   | 1998     | 025,42        | 0? 014,8                                         | Rotes X oder Kreuzchensymbol für nein | Stahlfachwerkturm                              | überdacht |  |
| Aussichtsturm Kranichsberg                       | Woltersdorf                  | 1962     | 025           |                                                  | Rotes X oder Kreuzchensymbol für nein | Stahl-Holzkonstruktion (geschlossene Bauweise) | geschlossene Aussichtsplattform mit Fenstern |  |
| Belvedere auf dem Klausberg                      | Potsdam                      | 1772     | ≈25           |                                                  | Rotes X oder Kreuzchensymbol für nein | gemauertes Bauwerk                             | 2 Aussichtsplattformen; nur bei Sonderöffnungen zugänglich                                                                                          |  |
| Belvedere auf dem Pfingstberg                    | Potsdam                      | 19. Jh.  | 025           |                                                  | Rotes X oder Kreuzchensymbol für nein | gemauertes Bauwerk                             | Teil des Ensembles Potsdamer Schlösser und Gärten, auf Anhöhe westlich der Havel Aussichtsplattformen auf dem Ostturm und dem Westturm              |  |
| Burgturm Lenzen                                  | Lenzen                       | 13. Jh.  | 024           |                                                  | Rotes X oder Kreuzchensymbol für nein | gemauerter Turm                                | |  |
| Normannischer Turm                               | Potsdam                      | 1846     | 023           |                                                  | Rotes X oder Kreuzchensymbol für nein | gemauerter Turm                                | |  |
| Aussichtskanzeln Biotürme Lauchhammer            | Lauchhammer                  | 2008     | 022           |                                                  | Rotes X oder Kreuzchensymbol für nein | gemauerter Turm                                | 2 verglaste Aussichtskanzeln |  |
| Aussichtsturm Löwendorfer Berg                   | Löwendorf                    | 2012     | 021,7         |                                                  | Rotes X oder Kreuzchensymbol für nein | Stahl-Holzkonstruktion                         | frei zugänglich, zurzeit geschlossen aufgrund von Bauarbeiten                                                                                       |  |
| Biorama-Projekt                                  | Joachimsthal                 | 1960     | 021           |                                                  | Grünes Häkchensymbol für ja           | gemauerter Turm                                | Zugang über äußere Stahltreppe oder mit Aufzug |  |
| Bismarckturm Spremberg                           | Spremberg                    | 1903     | 020,75        |                                                  | Rotes X oder Kreuzchensymbol für nein | gemauerter Turm                                | von 1951 bis 1991 Georgenbergturm genannt |  |
| Steinitzer Treppe                                | Steinitz (Drebkau)           | 2012     | 019           |                                                  | Grünes Häkchensymbol für ja           | Stahlkonstruktion                              | Aussichtspunkt am Rande des Tagebaus Welzow 101 Stufen mit Schrägaufzug                                                                             |  |
| Bismarckturm Pritzwalk                           | Pritzwalk                    | 1905     | 018,5         |                                                  | Rotes X oder Kreuzchensymbol für nein | gemauerter Turm                                | |  |
| Aussichtsturm Gipsberg                           | Sperenberg                   | 0?       | 018           | 09                                               | Rotes X oder Kreuzchensymbol für nein | Stahlkonstruktion                              | 45 Stufen; Sendeturm mit Aussichtsplattform |  |
| Berliner Torturm                                 | Altlandsberg                 | 14. Jh.  | ≈18           |                                                  | Rotes X oder Kreuzchensymbol für nein | gemauerter Turm                                | |  |
| Aussichtsturm Finkenberg                         | Dallgow-Döberitz             | 2011     | 015           | 010                                              | Rotes X oder Kreuzchensymbol für nein | Stahlkonstruktion                              | überdacht; Turm steht auf einem ehemaligen Bunker in der Döberitzer Heide                                                                           |  |
| Grützpott                                        | Stolpe                       | 12. Jh.  | ≈15           |                                                  | Rotes X oder Kreuzchensymbol für nein | gemauerter Turm                                | |  |
| Bismarckturm Zehdenick                           | Klein-Mutz (Stadt Zehdenick) | 1900     | 014           |                                                  | Rotes X oder Kreuzchensymbol für nein | gemauerter Turm                                | Standort auf dem Hohen Timpberg bei Klein-Mutz |  |
| Eulenturm                                        | Bad Freienwalde              | 2004     | 013           |                                                  | Rotes X oder Kreuzchensymbol für nein | Holzturm                                       | |  |
| Aussichtsturm Mescherin                          | Mescherin                    | 2014     | 013           | 011                                              | Rotes X oder Kreuzchensymbol für nein | Holzturm                                       | überdacht; geschwungenes Dach in Form von Kranichschwingen, baugleich zum Turm in Stützkow                                                          |  |
| Beobachtungsturm Stützkow                        | Stützkow                     | 2014     | 013           | 011                                              | Rotes X oder Kreuzchensymbol für nein | Holzturm                                       | überdacht; geschwungenes Dach in Form von Kranichschwingen, baugleich zum Turm in Mescherin                                                         |  |
| Askanierturm                                     | Wildau                       | 1879     | 012           |                                                  | Rotes X oder Kreuzchensymbol für nein | gemauerter Turm                                | überdacht; Höhenangabe ohne Dach |  |
| Grenzturm Lenzen-Prevestorf                      | Lenzen                       | 0?       | 011           |                                                  | Rotes X oder Kreuzchensymbol für nein | Betonturm                                      | DDR-Grenzbeobachtungsturm Typ BT-9 mit nachträglich angebrachter Außen-Wendeltreppe                                                                 |  |
| Wasserturm Waldsieversdorf                       | Waldsieversdorf              | 1897     | 011           |                                                  | Rotes X oder Kreuzchensymbol für nein | gemauerter Turm                                | |  |
| Aussichtsturm am Klein Döbberner Südstrand       | Klein Döbbern                | 2005     | 010           | 06                                               | Rotes X oder Kreuzchensymbol für nein | Holzturm                                       | überdacht; Standort am Südstrand an der Talsperre Spremberg                                                                                         |  |
| Aussichtsturm Selchow                            | Selchow                      | 1993     | 010           |                                                  | Rotes X oder Kreuzchensymbol für nein | Holzturm                                       | überdacht |  |
| Martinsturm (Schlieben)                          | Schlieben                    | 1925     | 010           |                                                  | Rotes X oder Kreuzchensymbol für nein | gemauerter Turm                                | auch Kriegerdenkmal |  |
| Aussichtsturm Salzweg                            | Groß Schauen                 | 2009     | 08            |                                                  | Rotes X oder Kreuzchensymbol für nein | Stahlkonstruktion                              | |  |
| Aussichtsturm Mühlenberg                         | Kirchmöser                   | 1998     | 0≈5,50        |                                                  | Rotes X oder Kreuzchensymbol für nein | Holzturm                                       | mit seitlich angebrachter Stahlwendeltreppe |  |
| Kaiser-Friedrich-Turm                            | Biesenthal                   | 1907     | 0?            |                                                  | Rotes X oder Kreuzchensymbol für nein | gemauerter Turm                                | 81 Stufen; geschlossene überdachte Aussichtsplattform                                                                                               |  |
| Wasserturm Kehrigk                               | Kehrigk                      | 1912     | 0?            |                                                  | Rotes X oder Kreuzchensymbol für nein | gemauerter Turm                                | stillgelegter Wasserturm mit geschlossener, überdachter Aussichtsplattform                                                                          |  |

### Nicht mehr bestehende Bauwerke
| Name des Bauwerks                     | Ort         | Bau- jahr | Ges. höhe (m) | Platt- form- höhe (m) | Auf- zug | Bauwerkstyp                        | Bemerkungen | Bild |
| ------------------------------------- | ----------- | --------- | ------------- | --------------------- | -------- | ---------------------------------- | --- | ---- |
| Aussichtsturm Strausberg (Gepkes Höh) | Strausberg  | 1894      |               |                       | nein     | Holzturm (geschlossene Bauweise)   | am Westufer des Straussees gelegen, 1920 durch Feuer zerstört (Quelle: Buch, Strausberger Eisenbahn – Von Dampfzügen, Bullen, Straßenbahnen und Oberleitungsfähren, ISBN 978-3-89218-210-8, Seite 65) |      |
| Bismarckturm Senftenberg              | Senftenberg | 1914      | 042,8         |                       | nein     | Eisenbeton und Mauerwerk           | Wasserturm; 1965 abgerissen |      |
| Kaiser-Friedrich-Turm                 | Oderberg    | 1896      | 025           |                       | nein     | Holzturm (geschlossene Bauweise)   | im Zweiten Weltkrieg zerstört |      |
| BBI Infotower                         | Schönefeld  | 2007      | 032           | 030,8                 | nein     | Stahlbeton und Membrankonstruktion | Informationsturm für die Baustelle des Flughafens BER (früher BBI) genannt, 2016 abgerissen |      |
| Aussichtsturm Calauer Schweiz         | Weißag      | 1999      | 022           |                       | nein     | Holzturm                           | 2014 abgerissen |      |

## Abkürzungen
In den Tabellen verwendete Abkürzungen bedeuten:
- Jh. = Jahrhundert